# Martín Alonso de Córdoba
Fray Martín Alonso de Córdoba († h. 1476), religioso agustino, escriturista, teólogo y escritor español del Prerrenacimiento.
Fue vicario del convento de su orden en Salamanca y a partir de 1431 enseñó teología en Toulouse. Escribió un Compendio de la Fortuna (1440-53) en dos libros dedicado al poderoso condestable y valido de Juan II don Álvaro de Luna; sólo el primero se atiene a ese tema, mientras que el segundo aborda los géneros ya humanísticos del diálogo usando como fuentes al pseudo Séneca y a Giovanni Boccaccio. Dedicó a la infanta Isabel, futura reina, El Jardín de nobles doncellas (1468-1469), defendiendo sus derechos al trono con alegaciones menos misóginas propias de un humanismo ya renacentista, aunque no apartado de las tradiciones medievales. Compuso también un Tratado de la predestinación en que defiende la libertad y el libre albedrío.